# Étienne Zapolya
Étienne Zapolya, en hongrois Szapolyai István, (mort en 1499) est un noble hongrois, palatin de Hongrie, duc de Transylvanie.
Il est l'un des lieutenants de Matthias Corvin. Il prend une grande part à l'élection de Ladislas de Pologne comme roi de Hongrie. Il se marie en 1483 avec la fille du duc de Cieszyn Hedwige. Leur fille Barbara se marie en 1512 avec le roi de Pologne Sigismond. Leur fils Janos devient roi de Hongrie.
Il meurt en 1499, au moment où il allait marcher contre les Turcs.

## Source
Marie-Nicolas Bouillet  et Alexis Chassang (dir.), « Étienne Zapoly » dans Dictionnaire universel d’histoire et de géographie, 1878 (lire sur Wikisource)